# 8538 Gammelmaja
8538 Gammelmaja (1993 FR26) là một tiểu hành tinh vành đai chính được phát hiện ngày 21 tháng 3 năm 1993 bởi C.-I. Lagerkvist ở Đài thiên văn Nam Âu.